# Omomiłek żółtonogi
Omomiłek żółtonogi (Cantharis rufa) – gatunek chrząszcza z rodziny omomiłkowatych i podrodziny Cantharinae. Zamieszkuje palearktyczną Eurazję i nearktyczną Amerykę Północną. Zarówno larwy, jak i owady dorosłe są drapieżnikami.

## Taksonomia
Gatunek ten opisany został po raz pierwszy w 1758 roku przez Karola Linneusza w dziesiątym wydaniu Systema Naturae. Jako miejsce typowe wskazał on Europę.

## Morfologia
Chrząszcz o wydłużonym ciele długości od 8 do 11,5 mm. Głowę ma żółtopomarańczową, czasem z czarną kropką na ciemieniu. Przedplecze ma wypukłą, ale nie półkolistą krawędź przednią oraz zaokrąglone kąty przednie i krawędzie boczne oraz zaokrąglone, ale wyraźnie zaznaczone kąty tylne. Ubarwienie zwykle ma jednolicie żółtopomarańczowe, tylko u aberracji liturata i darwiniana występuje na przedpleczu mniej lub bardziej M-kształtna czarna plamka. Kolor tarczki jest żółty. Pokrywy są jednolicie brązowożółte. Odnóża są najczęściej całkiem rudożółte, u aberracji liturata i darwiniana uda mają jednak zaczernione wierzchołki. Pazurki wszystkich par mają pojedyncze wierzchołki. Genitalia samca odznaczają się szerokimi, trójkątnymi laterofizami oraz wykraczającymi poza zarys tarczki grzbietowej paramerami.

## Ekologia i występowanie
Owad ten zasiedla skraje lasów, polany, zarośla, wilgotne łąki, turzycowiska, doliny rzeczne  i ogrody. Rozmieszczony jest od nizin po niższe góry, nie przekraczając jednak regla dolnego. Osobniki dorosłe obserwuje się od maja do sierpnia ze szczytem pojawu w czerwcu. Często przesiadują na dębach. Przylatują do sztucznych źródeł światła. Samce przeżywają średnio 18, a samice 35 dni. Zarówno larwy, jak i owady dorosłe są drapieżnikami.
Gatunek holarktyczny. W Europie znany jest z Irlandii, Wielkiej Brytanii, Francji, Belgii, Luksemburga, Niemiec, Szwajcarii, Austrii, Włoch, Danii, Szwecji, Finlandii, Estonii, Litwy, Polski, Czech, Słowacji, Węgier, Białorusi, Ukrainy, Rumunii, Bułgarii oraz europejskiej części Rosji. Na północy tego kontynentu wykracza daleko poza koło podbiegunowe. W Azji notowany jest z syberyjskiej i dalekowschodniej części Rosji (na wschód po Kraj Nadmorski), Gruzji, Armenii, Azerbejdżanu, Kazachstanu, Uzbekistanu, Kirgistanu, Tadżykistanu, Afganistanu, Mongolii, północnych Chin i Korei. W nearktycznej Ameryce Północnej podawany jest z wschodniej części Kanady i północno-wschodniej części Stanów Zjednoczonych.